# Лігота-Велька (Дзержоньовський повіт)
Лігота-Велька (пол. Ligota Wielka) — село в Польщі, у гміні Лагевники Дзержоньовського повіту Нижньосілезького воєводства.
Населення — 298 осіб (2011).
У 1975-1998 роках село належало до Вроцлавського воєводства.

## Демографія
Демографічна структура станом на 31 березня 2011 року:
|          | Загалом | Допрацездатний вік | Працездатний вік | Постпрацездатний вік |
| -------- | ------- | ------------------ | ---------------- | -------------------- |
| Чоловіки | 149     | 20                 | 112              | 17                   |
| Жінки    | 149     | 24                 | 86               | 39                   |
| Разом    | 298     | 44                 | 198              | 56                   |